# Crosslake
Crosslake és una població dels Estats Units a l'estat de Minnesota. Segons el cens del 2000 tenia 1.893 habitants.

## Demografia
Segons el cens del 2000, Crosslake tenia 1.893 habitants, 899 habitatges, i 623 famílies. La densitat de població era de 28,5 habitants per km².
Dels 899 habitatges en un 15,9% hi vivien nens de menys de 18 anys, en un 64% hi vivien parelles casades, en un 3,3% dones solteres, i en un 30,6% no eren unitats familiars. En el 27,8% dels habitatges hi vivien persones soles el 12,3% de les quals corresponia a persones de 65 anys o més que vivien soles. El nombre mitjà de persones vivint en cada habitatge era de 2,11 i el nombre mitjà de persones que vivien en cada família era de 2,52.
Per edats la població es repartia de la següent manera: un 14,7% tenia menys de 18 anys, un 3,1% entre 18 i 24, un 18,9% entre 25 i 44, un 32% de 45 a 60 i un 31,4% 65 anys o més.
L'edat mediana era de 56 anys. Per cada 100 dones de 18 o més anys hi havia 100,9 homes.
La renda mediana per habitatge era de 41.125 $ i la renda mediana per família de 45.990 $. Els homes tenien una renda mediana de 40.345 $ mentre que les dones 23.636 $. La renda per capita de la població era de 27.227 $. Entorn del 2,7% de les famílies i el 4,5% de la població estaven per davall del llindar de pobresa.

## Poblacions més properes
El següent diagrama mostra les poblacions més properes.